# معاهد جستنيان

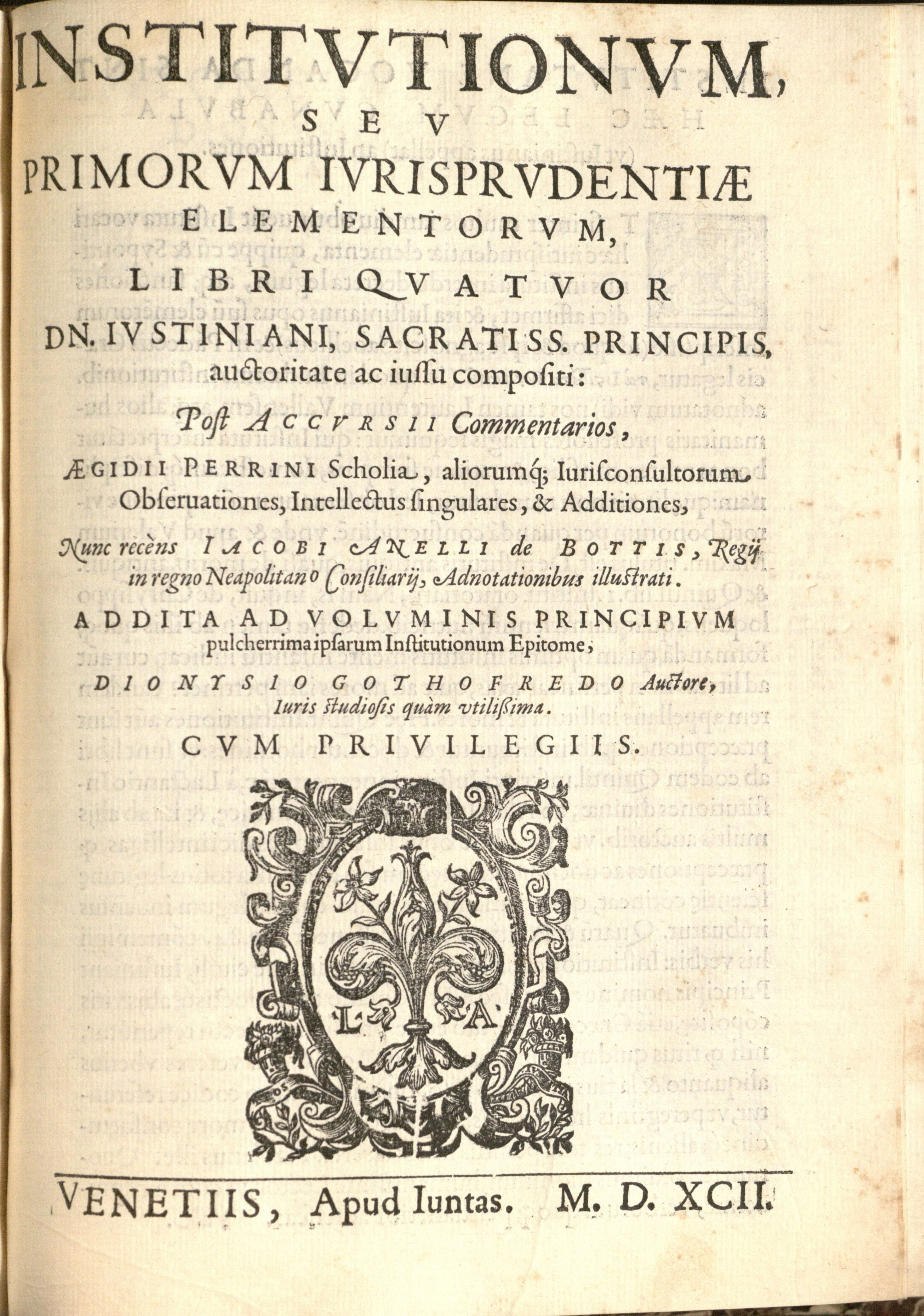

معاهد جستنيان (باللاتينية: Institutiones Justiniani)‏ هي أحد أجزاء قانون جستنيان، وتعود للقرن السادس عشر.

## الصياغة والنشر
كانت معاهد جستنيان جزءًا من جهوده لتدوين القانون الروماني وإصلاح التعليم القانوني والذي كان دايجست جزءًا منه أيضًا،  في حين أن «دايجست» كانت تستخدم من قبل طلاب القانون المتقدمين، وكانت «معاهد جستنيان» بمثابة كتاب مدرسي للطلاب الجدد.

## روابط خارجية
- المعاهد